# Megatop Phoenix
Megatop Phoenix is het vierde studioalbum van de Britse indiedance-groep Big Audio Dynamite uit 1989. Het album was het laatste album in de originele bezetting bestaande uit Mick Jones, Don Letts, Leo Williams, Dan Donovan en Greg Roberts. Megatop Phoenix was tot en met 1996 ook het laatste album dat werd uitgebracht onder de naam "Big Audio Dynamite". In 1990 veranderde de bezetting én de groepsnaam. De groep heette voortaan "Big Audio Dynamite II", later verkort naar "Big Audio". 

## Inhoud
De band maakte voor het album Megatop Phoenix opnieuw duchtig gebruik van samples uit muziek en film, zoals dat al nadrukkelijk het geval was op hun debuutplaat This Is Big Audio Dynamite. Zo opent het nummer "Union, Jack" met de drums van Charlie Watts uit de intro van "Honky Tonk Women" door de Stones. 
In de single "Contact" werd de intro overgenomen van de single "I Can't Explain" door The Who. De single "James Brown" over de gelijknamige soulzanger verwijst naar Browns nummer "Living in America" uit de klassieker Rocky IV. Regisseur Alfred Hitchcock is te horen op kant één; "Is Yours Working Yet?" en eveneens op kant één "Dragon Town" hoort men de Engelse acteur en cabaretier George Formby in het fragment "Mr Wu's a window cleaner now" uit "Chinese Laundry Blues" (1932) alsmede het "aaah aaah" gedeelte van "S.F. Sorrow Is Born" door The Pretty Things. In het nummer "Stalag 123" komt de soundtrack van de film The Great Escape aan bod. 
Jones en Bill Price hebben het album geproduceerd. Megatop Phoenix is uitgegeven door de platenmaatschappij Columbia Records. 

## Nummers
A-kant
1. "Start" (Jones, Letts, Donovan, Roberts, Williams) - 0:14
2. "Rewind"  (Jones, Letts, Donovan, Roberts, Williams) - 4:35
3. "All Mink & No Manners" (Jones, Letts, Donovan, Roberts, Williams) - 0:41
4. "Union, Jack" (Jones, Letts, Williams) - 6:04
5. "Contact" (Jones, Donovan) - 4:42
6. "Dragon Town" (Jones, Letts, Roberts, Williams) - 4:46
7. "Baby, Don't Apologise" (Jones, Letts) - 4:51
8. "Is Yours Working Yet?" (Jones, Letts, Donovan, Roberts, Williams) - 1:03
9. "Around the Girl in 80 Ways" (Jones, Letts) - 3:30

B-kant
1. "James Brown" (Jones, Letts) - 5:08
2. "Everybody Needs a Holiday" (Jones, Letts) - 5:33
3. "Mick's a Hippie Burning" (Jones, Letts, Donovan, Roberts, Williams) - 2:31
4. "House Arrest" (Jones, Letts, Roberts, Donovan) - 3:59
5. "The Green Lady" (Jones, Letts, Roberts) - 3:43
6. "London Bridge" (Jones, Letts, Roberts) - 3:50
7. "Stalag 123" (Jones, Letts, Roberts) - 3:11
8. "End" (Jones, Letts, Donovan, Roberts, Williams) - 0:34

## Bezetting
- Mick Jones - Zang, Gitaar
- Don Letts – Zang / DJ
- Leo Williams – Basgitaar
- Greg Roberts – Drums
- Dan Donovan – Keyboards